# Scott Allan
Scott Allan, né le 28 novembre 1991 à Glasgow en Écosse, est un footballeur professionnel écossais qui évolue au poste de milieu de terrain.

## Carrière
Avec le club de Dundee, il joue un match en Ligue Europa face à l'équipe polonaise du Slask Wroclaw en juillet 2011.
Lors de la saison 2014-2015, il porte les couleurs de l'Hibernian FC, le club catholique de l'Ouest d'Édimbourg.
Le 14 août 2015, il rejoint le Celtic FC. Le 4 août 2016, il est prêté à Rotherham United
Le 14 juin 2017, il est prêté à Dundee.
Le 31 janvier 2018, il est prêté à Hibernian.

## Statistiques
| Saison                | Club                      | Championnat           | Championnat | Championnat | Coupe(s) nationale(s) | Coupe(s) nationale(s) | Compétition(s) continentale(s) | Compétition(s) continentale(s) | Compétition(s) continentale(s) | Total | Total |
| Saison                | Club                      | Division              | M.          | B.          | M.                    | B.                    | Comp.                          | M.                             | B.                             | M.    | B.    |
| 2011-2012             | Dundee United             | Premier League        | 8           | 0           | 0                     | 0                     | C3                             | 2                              | 0                              | 10    | 0     |
| Sous-total            | Sous-total                | Sous-total            | 8           | 0           | 0                     | 0                     | -                              | 2                              | 0                              | 10    | 0     |
| 2011-2012             | Portsmouth FC (prêt)      | Championship          | 15          | 1           | 0                     | 0                     | -                              | -                              | -                              | 15    | 1     |
| 2012-2013             | Milton Keynes Dons (prêt) | League One            | 4           | 0           | 0                     | 0                     | -                              | -                              | -                              | 4     | 0     |
| 2012-2013             | Portsmouth FC (prêt)      | League One            | 9           | 1           | 1                     | 0                     | -                              | -                              | -                              | 10    | 1     |
| 2013-2014             | Birmingham City (prêt)    | Championship          | 5           | 0           | 2                     | 2                     | -                              | -                              | -                              | 7     | 2     |
| Sous-total            | Sous-total                | Sous-total            | 33          | 2           | 3                     | 2                     | -                              | -                              | -                              | 36    | 4     |
| 2014-2015             | Hibernian Édimbourg       | Championship          | 32          | 2           | 9                     | 0                     | -                              | -                              | -                              | 41    | 2     |
| 2015-2016             | Hibernian Édimbourg       | Championship          | 1           | 0           | 1                     | 1                     | -                              | -                              | -                              | 2     | 1     |
| Sous-total            | Sous-total                | Sous-total            | 33          | 2           | 10                    | 1                     | -                              | -                              | -                              | 43    | 3     |
| 2015-2016             | Celtic Glasgow            | Premiership           | 2           | 0           | 0                     | 0                     | -                              | -                              | -                              | 2     | 0     |
| Sous-total            | Sous-total                | Sous-total            | 2           | 0           | 0                     | 0                     | -                              | -                              | -                              | 2     | 0     |
| Total sur la carrière | Total sur la carrière     | Total sur la carrière | 0           | 0           | 0                     | 0                     | -                              | 0                              | 0                              | 0     | 0     |

## Palmarès

### Collectif
- Celtic Glasgow
  - Championnat d'Écosse :
    - Vainqueur : 2016.

  - Coupe de la Ligue écossaise
    - Vainqueur : 2019
- Hibernian
  - Coupe de la Ligue écossaise
    - Finaliste : 2021

### Personnel
- Joueur de la saison de Scottish Championship en 2015
- Membre de l'équipe-type de Scottish Championship en 2015